# Forte Boccea
Il Forte Boccea è uno dei 15 forti di Roma, edificati nel periodo compreso fra gli anni 1877 e 1891. Si trova nel suburbio S. IX Aurelio, nel territorio del Municipio Roma XIII.

## Storia
Fu costruito per il  "Campo trincerato di Roma" a partire dal 1877 e terminato nel 1881, su una superficie di 7,3 ha, al primo km di via di Boccea, dalla quale prende il nome.
Adibito a carcere giudiziario militare fino al 2005, nel 2013 ne è stata deliberata la conversione in parco per iniziative ed eventi culturali.